# Microspathodon dorsalis
Microspathodon dorsalis là một loài cá biển thuộc chi Microspathodon trong họ Cá thia. Loài này được mô tả lần đầu tiên vào năm 1862.

## Từ nguyên
Từ định danh dorsalis trong tiếng Latinh mang nghĩa là "thuộc về lưng", không rõ hàm ý, có lẽ đề cập đến các chấm xanh ở lưng cá con.

## Phạm vi phân bố và môi trường sống
M. dorsalis được ghi nhận dọc theo vùng biển Đông Thái Bình Dương, từ phía nam bán đảo Baja California và vịnh California xuôi về phía nam đến Peru, bao gồm quần đảo Revillagigedo, đảo Cocos, đảo Malpelo và quần đảo Galápagos.
M. dorsalis sinh sống tập trung gần những rạn đá ngầm và được bắt gặp nhiều nhất ở vùng gian triều có nhiều đá tảng, độ sâu đến ít nhất là 25 m.

## Mô tả
Chiều dài cơ thể tối đa được ghi nhận ở M. dorsalis là 31 cm. Loài cá này chỉ có một màu xanh lam đen bao phủ khắp cơ thể; cá đực màu sinh sản có đầu và thân trước rất nhạt màu, gần như trắng. Vây lưng, vây hậu môn và hai thùy vây đuôi phát triển những sợi tia vây dài; các vây này được viền màu xanh óng hoặc trắng ở rìa.
Cá con có màu sáng hơn, xanh lam thẫm với các đốm xanh nhạt nằm trên đường bên, và nhiều vệt đốm xanh óng ở đầu. Tuy nhiên, một biến dị kiểu hình của cá con được nhìn thấy ở vịnh Chiriquí và quần đảo Perlas (Panama) lại có màu vàng chanh với mống mắt xanh lam (vẫn xuất hiện các vệt đốm xanh trên cơ thể).
Số gai ở vây lưng: 12; Số tia vây ở vây lưng: 15–16; Số gai ở vây hậu môn: 2; Số tia vây ở vây hậu môn: 13–14; Số gai ở vây bụng: 1; Số tia vây ở vây bụng: 5; Số tia vây ở vây ngực: 22–23; Số vảy đường bên: 20–22.

## Sinh thái học
Thức ăn của M. dorsalis chủ yếu là tảo. M. dorsalis bảo vệ lãnh thổ và cả khu vực mà chúng kiếm ăn, thường xua đuổi những loài cá khác và thợ lặn đến gần chúng. Cá đực có tập tính bảo vệ và chăm sóc trứng.

## Thương mại
M. dorsalis được xem là một loài cá cảnh ở Costa Rica.